# 奧脇雅晴
奧脇雅晴（日语：／ Okuwaki Masaharu，1958年3月19日—），日本男性動畫導演、演出家。出身於山梨縣。千代田學園畢業。

## 來歷
奧脇雅晴在KnacK工作後，加入了OH-Production。之後，他轉入東映動畫，但成為自由工作者。
代表作有《魯邦三世：燃燒的斬鐵劍》、《魯莽天使》、《高橋留美子劇場 人魚之森》、《花漾明星KIRARIN》等。從擔任《花漾明星KIRARIN》的導演第2年開始就使用這個名字，但這個名字被用在分鏡等工作。另外，從2000年左右開始，他以的名義活躍。

## 參加作品

### 電視動畫
1979年
- 銀河鐵道999（動畫）

1980年
- 圓桌騎士物語 燃燒的亞瑟（動畫）

1981年
- 早安！蘇龐克（日语：おはよう!スパンク）（—1982年，演出、演出助手）

1982年
- SPACE COBRA（—1983年，導演）
- （—1983年，導演）

1983年
- 貓♥眼 (1、2)（1983年、1984年，導演、分鏡）
- 喬琪姑娘（日语：ジョージィ!）（—1984年，演出）

1984年
- 魯邦三世 PARTIII（日语：ルパン三世 PARTIII）（—1985年，分鏡、演出）

1985年
- 拜託了！薩米亞丼（日语：おねがい!サミアどん）（—1986年，分鏡、演出）

1986年
- 機器人阿丁 (1986年版)（日语：ロボタン）（首席導演、演出）
- Bug甜心（日语：Bugってハニー）（—1987年，分鏡、演出）[注 1]

1988年
- 麵包超人（1988年—，編劇、分鏡、演出）※2009年起大宙征基名義。

1989年
- GO！摔角軍團（導演、分鏡）
- 摔角軍團〈銀河篇〉聖戰士羅賓Jr.（日语：レスラー軍団〈銀河編〉 聖戦士ロビンJr.）（導演、分鏡）
- YAWARA！（—1992年，分鏡）

1991年
- 淘氣的雙胞胎 克萊爾學院物語（日语：おちゃめなふたご クレア学院物語）（導演）

1993年
- 魯邦三世：魯邦暗殺指令（日语：ルパン三世 ルパン暗殺指令）（分鏡、演出）

1994年
- 魯邦三世：燃燒的斬鐵劍（日语：ルパン三世 燃えよ斬鉄剣）（導演、分鏡）

1996年
- 鋼鐵神兵（分鏡）

1999年
- 城市獵人：緊急插播!? 惡徒冴羽獠的死期（總導演、分鏡）
- 怪獸農場 ～圓盤石的秘密～／～前往傳說之路～（日语：モンスターファーム (アニメ)）（—2000年，分鏡）
- 星方天使Angel Links（分鏡） ※大宙征基名義。

2000年
- 蒙面貓俠（—2001年，分鏡）※大宙征基名義。
- 哈姆太郎（—2004年，分鏡）※初期以大宙征基名義。
- 忍者亂太郎（2000年、2003年、2013年，分鏡）※一部分以大宙征基名義。

2001年
- 上班族金太郎（分鏡）

2002年
- 魯莽天使（導演、分鏡）

2003年
- 冒險遊記Pluster World（－2004年，分鏡）
- 高橋留美子劇場 第4話「鉢之中」、第11話「當天來回的夢」（分鏡）
- 高橋留美子劇場 人魚之森（導演、分鏡）
- 京極夏彥 巷說百物語（分鏡、演出）

2004年
- 鐵人28號 (2004年版)（分鏡）
- 愛你寶貝★★（導演、分鏡）
- 怪傑佐羅力（分鏡）
- （—2006年，分鏡）

2005年
- MÄR 魔兵傳奇（導演（初代）、分鏡）
- 出雲戰記（分鏡）
- 高機動交響曲GPO（—2006年，分鏡）

2006年
- 花漾明星KIRARIN（—2008年，導演（初代）、分鏡）

2008年
- 超能力少女 蘭（導演、分鏡[3]）※大宙征基名義。

2009年
- 名偵探柯南（2009年—，構成、分鏡）※大宙征基名義。
- 可愛小芝麻（日语：まめゴマ）（分鏡）※大宙征基名義。
- 四葉遊戲（2009年，分鏡、OP分鏡、ED分鏡）※大宙征基名義。

2011年
- 神樣DOLLS（分鏡）※大宙征基名義。
- 激戰！彈珠人（—2012年，分鏡）※大宙征基名義。

2012年
- 魯邦三世：東方見聞錄 ～Another Page～（日语：ルパン三世 東方見聞録 〜アナザーページ〜）（分鏡）※大宙征基名義。
- 激戰！彈珠人eS（—2013年，分鏡）※大宙征基名義。
- 黑魔女學園（—2014年，分鏡）※大宙征基名義。

2014年
- 屬性同好會（分鏡）※大宙征基名義。
- 飆速宅男（分鏡）※大宙征基名義。
- 英雄銀行（日语：ヒーローバンク）（分鏡）※大宙征基名義。
- 印度版 忍者哈特利（分鏡）※大宙征基名義。
- 飆速宅男 GRANDE ROAD（—2015年，分鏡）※大宙征基名義。

2015年
- 境界之輪迴（分鏡）※大宙征基名義。
- 交給你了！奇蹟貓團（日语：おまかせ!みらくるキャット団）（—2016年，分鏡）※大宙征基名義。

2016年
- 12歲。 ～小小的胸口心跳加速～（導演、演出）※大宙征基名義。

2017年
- 從前有座靈劍山 通往睿智的資格（分鏡）※大宙征基名義。
- 覆面系NOISE（分鏡）※大宙征基名義。
- 水嫩小嘰!!（日语：プリプリちぃちゃん!!）（分鏡）※大宙征基名義。
- 猜謎王（導演、分鏡）※大宙征基名義[4]。

2018年
- 學園奶爸（分鏡）※大宙征基名義。
- 見習神仙精靈（分鏡）※大宙征基名義。
- 索斯機械獸WILD（分鏡） ※大宙征基名義
- 千銃士（分鏡）※大宙征基名義。
- 惡偶 -天才人形-（分鏡）※大宙征基名義。
- 妖怪手錶 光影之卷（分鏡） ※大宙征基名義

2019年
- 閃電十一人 獵戶座的刻印（分鏡）※大宙征基名義。
- 格林筆記 The Animation（分鏡）※大宙征基名義。
- 星光頻道（分鏡）※大宙征基名義。
- 決鬥大師!!（分鏡）※大宙征基名義。
- 妖怪手錶！（分鏡）※大宙征基名義。

2020年
- 七大罪 眾神的逆鱗（分鏡）※大宙征基名義。
- 決鬥大師King（分鏡）※大宙征基名義。
- 出租女友（分鏡） ※大宙征基名義
- 卡片鬥爭!! 先導者外傳 -if-（分鏡）

2021年
- 通靈王 (2021年版)（分鏡）※大宙征基名義。
- 給不滅的你（分鏡）※大宙征基名義。

2022年
- 菜鳥鍊金術師開店營業中（分鏡）※大宙征基名義。
- 軟軟噗尼寵物小精靈（日语：ぷにるんず）（分鏡）※大宙征基名義。

2023年
- 帶著智慧型手機闖蕩異世界。2（分鏡）※大宙征基名義。
- 火線先鋒大吾 救國的橘衣消防員（分鏡）※大宙征基名義。

2024年
- 秘密的偶像公主（分鏡）※大宙征基名義。
- Unnamed Memory 無名記憶（分鏡）※大宙征基名義。
- 魔王陛下RETRY！R（分鏡）※大宙征基名義。

### 電影動畫
1980年
- 人造人009：超銀河傳說（制作進行）

1982年
- 大提琴手高修（演出助手）

1987年
- Bug甜心：Megarom少女舞4622（日语：Bugってハニー）（分鏡）

1989年
- 劇場版 機器人阿丁（日语：ロボタン）（導演）
- 麵包超人：亮晶晶星的眼淚（日语：それいけ!アンパンマン キラキラ星の涙）（分鏡）

1990年
- 麵包超人：細菌人大反攻（日语：それいけ!アンパンマン ばいきんまんの逆襲）（分鏡）

1992年
- 麵包超人：麵包超人與愉快的夥伴們「嬰兒超人的大冒險」（日语：それいけ!アンパンマン つみき城のひみつ#それいけ!アンパンマン アンパンマンとゆかいな仲間たち）（導演）

1996年
- （分鏡、演出）

1997年
- （導演）

2001年
- 麵包超人：垃圾獸之星（日语：それいけ!アンパンマン ゴミラの星）（分鏡、演出）

2004年
- 名偵探柯南：銀翼的奇術師（分鏡協力）

2005年
- 名偵探柯南：水平線上的陰謀（分鏡協力）

2006年
- 名偵探柯南：偵探們的鎮魂歌（分鏡協力）

2007年
- 名偵探柯南：紺碧之棺（分鏡協力）

2008年
- 名偵探柯南：戰慄的樂譜（分鏡協力）

2009年
- 名偵探柯南：漆黑的追跡者（分鏡協力）

2010年
- 名偵探柯南：天空的遇難船（分鏡協力） ※大宙征基名義。

2011年
- 名偵探柯南：沉默的15分鐘（分鏡協力） ※大宙征基名義。

### OVA
1985年
- 搞怪拍檔 諾蘭帝亞之謎（導演、演出）

1986年
- 活劇少女偵探團（日语：活劇少女探偵団）（導演、分鏡[5]）

1991年
- 硬派銀次郎（日语：硬派銀次郎#アニメ版）（分鏡）
- 帥氣女朋友（日语：ハンサムな彼女）（分鏡）

1995年
- 非常偶像Key（分鏡）

1999年
- 宇宙海盜哈洛克傳奇 尼伯龍根的指環（日语：ニーベルングの指環 (漫画)）（分鏡）

2000年
- 銀河英雄傳說外傳 (第2期)（分鏡）※大宙征基名義。

2005年
- 名偵探柯南：目標是毛利小五郎 少年偵探團的秘密調查（分鏡）

2011年
- 聖鬥士星矢 THE LOST CANVAS 冥王神話（分鏡）※大宙征基名義。

2014年
- 12歲。（—2016年，導演、分鏡）※大宙征基名義。

## 腳註

## 相關項目
- 出崎統
- 兒玉兼嗣
- 東京電影（現TMS Entertainment）